# Asparagus bequaertii
Asparagus bequaertii là một loài thực vật có hoa trong họ Măng tây. Loài này được De Wild. mô tả khoa học đầu tiên năm 1913.